# 谢开华
谢开华（1955年—），四川安岳人，汉族，中华人民共和国政治人物、第十一届全国人民代表大会四川地区代表。
毕业于四川省工商管理学院工商管理专业，是中共党员。担任四川省商务厅厅长。2008年起担任全国人大代表。